# Ratpenat de dits llargs de les illes de la Lleialtat
El ratpenat de dits llargs de les illes de la Lleialtat (Miniopterus robustior) és una espècie de ratpenat de la família dels minioptèrids. És endèmic de Nova Caledònia.